# 拱乾門
拱乾門是臺灣府城的西外城的北門，為清朝道光十二年（1832年）的張丙之役後，在大西門外所加建的西外城三座城門之一，所築木柵為石城。拱乾門位於西外城北邊，小北門之外。拱乾門於日治時代遭到拆毀。